# Zwiniarz
Zwiniarz – wieś w Polsce położona w województwie warmińsko-mazurskim, w powiecie nowomiejskim, w gminie Grodziczno.
W latach 1975–1998 miejscowość administracyjnie należała do województwa toruńskiego.

## Historia
W XII wieku, prawdopodobnie z inicjatywy Bolesława Krzywoustego, powstał tu gród w celu zabezpieczenia granicy z plemionami pruskimi. Gród powstał na kulminacji niewielkiego polodowcowego wzniesienia, oddalonego o około 100 m od zachodniego brzegu jeziora Zwiniarz i o około 500 m na południe od zabudowań wsi Łążyn, przy szosie do Lubawy. Zachowała się jedynie zachodnia część obiektu, część wschodnia została zniwelowana, prawdopodobnie w latach siedemdziesiątych podczas usypywania grobli i budowy drogi biegnącej wzdłuż jeziora. Majdan grodziska znajduje się na wysokości 182,4 m n.p.m., współczesny poziom wody w jeziorze Zwiniarz wynosi około 170 m n.p.m., różnica między tymi dwiema wartościami wynosi około 12 m; zachowane wały mają wysokość około 3 m, mierząc od powierzchni majdanu. W najszerszym miejscu majdan ma szerokość około 46 m. Walory obronne obiektu podnosi głęboki wąwóz otaczający go o wschodu i północnego wschodu, który stanowił naturalną fosę, będący zapewne tworem polodowcowym, oraz wypływający z jeziora niewielki ciek wodny. Grodzisko w Zwiniarzu w starszej literaturze figuruje pod nazwą Łążyn.
Na przełomie XVI i XVII wieku należał do dóbr stołowych biskupów chełmińskich. 

## Zabytki
Kościół z 1913-1926 o prostym kształcie, dwunawowy, nawa główna nakryta drewnianym stropem kolebkowym, posiada neobarokowe detale i skromny, barokowy wystrój. Obok wolno stojąca drewniana dzwonnica połączona ze świątynią budynkiem bramnym.